# Yuvaraja
Yuvaraja è un film del 2001, diretto da Puri Jagannath.

## Colonna sonora
1. Ramana Gogula, Nanditha – Missamma Kissamma
2. Ramana Gogula – Bangalooru Students
3. Ramana Gogula, Nanditha – Monalisa Monalisa
4. Ramana Gogula – Naajooku Naari
5. S. P. Balasubrahmanyam – Chandana Siri
6. Ramana Gogula – Look At My Face